# 設楽貞雄
設楽 貞雄（しだら さだお、1864年8月4日（元治元年7月3日） - 1943年（昭和18年）12月15日）は、明治時代から昭和初期にかけて関西で活躍した民間建築家。大正初期に土居通夫などと大阪市の新名所となる新世界や通天閣建築計画、及び通天閣（初代。現在のものとは異なる。）の設計などで知られる。

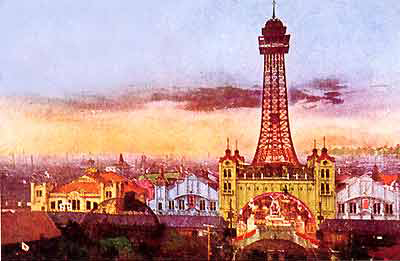
初代通天閣

## 経歴
- 1864年（元治元年）陸奥国安達郡本宮町（現福島県本宮市）に、二本松藩の代官をつとめた二本松藩士・設楽弥兵衛貞教の次男として生まれる。その後、父は戊辰戦争で戦死。
- 1888年（明治21年）工手学校（現・工学院大学）造家学科に第1期生として入学。このときの教務主任には片山東熊、藤本壽吉らがいた。
- 1889年（明治22年）工手学校（現・工学院大学）造家学科を卒業（19人中二番目の成績）。
- 1891年（明治24年）日本土木会社（現・大成建設）に入社。華族女学校、東京郵便電信局などの工事に参加。
- 1892年（明治25年）宮内省内匠寮に出仕。帝室京都博物館の現場を受け持つ。
- 1896年（明治29年）桑原政工業事務所に招かれ、山口半六の下で働く。
- 1899年（明治32年）山口半六事務所の支配人兼所長代理。
- 1900年（明治33年）山陽鉄道株式会社の建築係長。山陽鉄道の建築を一手に取り仕切る。
- 1907年（明治40年）神戸建築事務所（のち、設楽建築工務所）設立。
- 1911年（明治44年）大阪土地建物会社顧問となり、新世界娯楽場計画に参画。
- 1928年（昭和3年）ヨーロッパ視察旅行。
- 1933年（昭和8年）設楽建築工務所を閉鎖。
- 1936年（昭和11年）日本建築協会副会長。
- 1943年（昭和18年）神戸・須磨の自邸で逝去。

## 作風
初期の作品は、セセッション色の強い斬新さの感じられる造形が特徴である（例 大阪堂島米穀取引所、有沢眼科医院）が、ややもすると破綻一歩手前という危うさもある。しかしながら、新世界通天閣では、エッフェル塔式の鉄塔の設計に当たって設楽の遠縁で鉄道技師の八田嘉明を構造担当に迎えるなど、要所を押さえる仕事振りが目立つ。大正時代に入り、名古屋高等工業専門学校や京都帝国大学出身の所員が入所するようになって以降、ルネッサンススタイルなど古典系の堅実な造形が多くなる（例 内田汽船本社、旧三十八銀行本店）。
住宅では、初期の木造系の作品（例 大日本セルロイド網干工場外国人技師住宅）は、セセッションを加味したコロニアルスタイルであった。この中で村野山人邸は、近年発掘された写真帖から、洋館部のインテリア（例：階段親柱、暖炉、家具類など）にアールヌーボーデザインを大いに取り入れるなど意欲的な作品であったことが判明した。大正時代に入って旧岡崎家住宅、西尾家住宅などセセッション色を押し出した大規模な洋館や、沢野邸などの和洋折衷の鉄筋コンクリート造住宅、沢田邸、内田信也邸和館を始めとする御殿風の和風邸宅まで、多様なレパートリーを誇った。工手学校卒業生のなかではもっとも華々しい活躍と業績を残したといわれる。

## 主な作品
（山陽鉄道建築係時代）
- 鷹取工場建物（神戸市、1900年頃、現存しない）
- 広島軍用停車場前凱旋門（広島県、1905年、現存しない）
- 下関山陽ホテル（初代、下関市、現存しない）

（神戸（後に設楽）建築工務所時代）
- 牛場卓蔵邸（神戸・塩屋、1907年、現存しない）
- 村野山人邸（神戸・東須磨、1908年、現存しない）
- 日本毛織本社（神戸市、1908年、現存しない）
- 日本毛織加古川工場（兵庫県加古川市、1908年）
- 大日本セルロイド網干工場（兵庫県姫路市、1908年）
  - ダイセル異人館外国人技師住宅旧図書館（姫路市、1910年）
  - ダイセル異人館外国人技師住宅クラブハウス（姫路市、1910年）
- 大阪堂島米穀取引所（大阪市、1910年、現存しない）
- 京都電灯本社屋（京都市、1912年、現存しない）
- 神戸電灯本社屋（神戸・新開地、1912年、現存しない）
- 通天閣（大阪市・新世界、1912年、現存しない）
- 聚楽館（神戸・新開地、1913年、現存しない）
- 千日土地楽天地（大阪市、1914年、現存しない）
- 有澤眼科病院（大阪市、1914年、現存しない）
- 兵庫県農工銀行本店（神戸市・栄町通、1916年、現存しない）
- 内田汽船本社（神戸市・旧居留地、1917年、現存しない）
- 日本毛織印南工場（加古川、1919年）
- 日本毛織加古川社宅（加古川、1919年頃、一部現存）
- 旧岡崎家住宅（神戸・須磨、1920年、現存しない）
- 西尾家住宅（神戸・須磨、1920年）
- 旧武田（旧後藤）邸（神戸・垂水塩屋、1920年代）
- 自邸（神戸・須磨天神東、1921年頃、現存しない）
- 旧日本商業銀行楠町支店（神戸市、1923年、2008年5月解体）
- 江商ビルディング（大阪市、1926年、現存しない）
- 長瀬商店（大阪市、1928年）